# Les Masies de Roda
Les Masies de Roda – gmina w Hiszpanii, w prowincji Barcelona, w Katalonii, o powierzchni 16,22 km². W 2011 roku gmina liczyła 760 mieszkańców.